# Homicidio menor
Homicidio menor se le considera a la situación en la cual una persona es sospechosa de asesinato, pero no hay pruebas suficientes para condenar al sospechoso de asesinato en la corte. Luego, es liberado o recibe una condena similar a la que tendría por un delito menor.

## Florida
En un artículo del año 2001, el periódico St. Petersburg Times (actualmente conocido como Tampa Bay Times) publicó que un vagabundo acusado de homicidio hacia 15 años había revocado su condena. La condena original se basaba en una evidencia circunstancial. El escritor de la noticia se refería al caso original como los amables abogados llaman un "delito menor de asesinato" debido a la falta de simpatía por la víctima que era una adolescente adicta al crack y prostituta, pero, en este caso, el sospechoso fue encarcelado sobre la base de pruebas circunstanciales y falso testimonio. (enlace roto disponible en este archivo).

## Luisiana
Nueva Orleans es a menudo acusada de "homicidio menor" institucionalizado. El artículo 701 del código penal requiere que el estado libere a un acusado que no haya sido acusado de un delito después de 60 días.  Antes del huracán Katrina, algunos cientos de personas al año eran liberadas en virtud del artículo 701. En 2006, después de Katrina, hubo más de 3.000 publicaciones del artículo 701, aunque la población se redujo de alrededor de 500.000 a alrededor de 250.000. Las causas incluyen fiscales sin experiencia, agentes de policía sin experiencia, procedimientos de procesamiento deficientes, procedimientos de seguimiento deficientes, informes incompletos, pruebas faltantes y una fuerza policial insuficiente. Nueva Orleans también tiene un problema con los testigos que desaparecen antes del juicio. Todo ello se traduce en una sentencia efectiva de 60 días para los sospechosos de asesinato.

## Texas
En el Este de Texas, el abogado de defensa criminal, Percy Foreman (1902-1988) hizo una carrera "defendiendo a ladrones, asesinos y esposos descarriados". Tenía un historial impresionante entre los acusados de cometer delitos capitales, a los que llamó "delito menor de homicidio". De los casi 1.500 hombres y mujeres que se enfrentan a la pena de muerte, solo perdió uno por ejecución.  (enlace roto disponible en este archivo).
The Dallas Morning News encontró que al menos 120 veces desde el 2000 hasta el 2006 se le dio libertad condicional en lugar de una sentencia por asesinato. En el condado de Dallas, se puso en libertad condicional al doble de asesinos que condenados a muerte. Cuarenta y siete personas ( el nueve por ciento) en el condado fueron puestos en libertad condicional en lugar de en prisión por asesinato. La mayoría de estas condenas por asesinato se otorgan a minorías que asesinan a minorías, especialmente cuando la víctima había participado en actividades ilegales o inmorales y cuando la víctima no tiene familiares ni amigos. Los abogados defensores son capaces de reducir la simpatía por la víctima. Este proceso cuenta con la ayuda del sistema de jurados utilizado en Texas, ya que los jurados pueden ser más fáciles de persuadir que los jueces. Los fiscales cooperan para reducir el número de casos, sabiendo que los sospechosos probablemente violarán la libertad condicional, lo que facilitará su procesamiento más adelante.

## Los casos legales que utilizan "Homicidio menor"
- Opiniones de tribunal, PERSONAS del Estado de Nueva York v. Jeffrey DAVIS, Tribunal Supremo, Plazo Criminal, King Condado, 1985
- Tribunal de EE. UU. de Apelaciones, Quinto Circuito. Núm. 94-50595. Héctor POLANCO v. CIUDAD DE AUSTIN, TEXAS, 1996-03-28
- Nevada Opiniones de Tribunal Supremo, Barton v. Estatal, 117 Nev. Adv. Op. Núm. 56, 2001-09-12